# Oscar Bossaert
Oscar Jean Bossaert (Brussel, 5 november 1887 - aldaar, 31 januari 1956) was een Belgisch liberaal politicus.

## Levensloop
Bossaert was ondernemer en stond aan het hoofd van de chocolade- en koekjesfabriek "Victoria" die zijn vader opgericht had.
In zijn jeugdjaren was Bossaert tevens voetballer. Hij speelde onder meer 12 wedstrijden voor het Belgisch voetbalelftal. Tijdens de oorlog ging Bossaert voor anderhalf jaar bij FC Dordrecht in Nederland voetballen. In Eerste Klasse speelde hij in totaal 174 wedstrijden en scoorde 22 doelpunten.
Nadat hij in 1924 stopte in het voetbal begon hij een politieke loopbaan binnen de Liberale Partij. Hij werd verkozen tot gemeenteraadslid van Koekelberg, waar hij van 1927 tot aan zijn onverwachte dood in 1956 burgemeester was.
Bovendien zetelde hij van 1945 tot 1946, van 1949 tot 1950 en van 1954 tot 1956 als rechtstreeks gekozen senator voor het arrondissement Brussel in de Belgische Senaat en was hij van 1954 tot aan zijn dood in 1956 minister van Middenstand.
Bossaert was van 1949 tot 1956 voorzitter van de Koninklijke Belgische Tennisbond. Hij was ook voorzitter van voetbalclub Daring Club Brussel.

## Bron
- Oscar Bossaert, in: Winkler Prins, Boek van het jaar 1957, Amsterdam/Brussel, Elsevier, 1958.
- VAN MOLLE, P., Het Belgisch Parlement 1894-1972, Antwerpen, 1972.